# Велике Орєхово (Новгородська область)
Велике Орєхово (рос. Большое Орехово) — присілок в Старорусському районі Новгородської області Російської Федерації.
Населення становить 32 особи. Входить до складу муніципального утворення Наговське сільське поселення.

## Історія
Від 2004 року входить до складу муніципального утворення Наговське сільське поселення.

## Населення
| 2010 |
| ---- |
| 32   |